# Салфер (Луизиана)
Салфер (англ. Sulphur) —  город в приходе Калкашу в штате Луизиана в Соединённых Штатах Америки.
Согласно проведённой в 2020 году переписи населения США, число жителей города составляло 21 809 человек; это четырнадцатый в штате город по численности населения.

## История
Своим названием, а возможно и самим фактом существования город обязан залежам серы и серным рудникам, которые эксплуатировались в этом районе в 1900-х годах. В 1867 году профессор Юджин В. Хилгард (англ. Eugene W. Hilgard), опытный геолог, который занимался разведкой нефти и других полезных ископаемых, провёл разведочные бурения в округе Калкасье и обнаружил серу в покрывающей породе соляного купола.

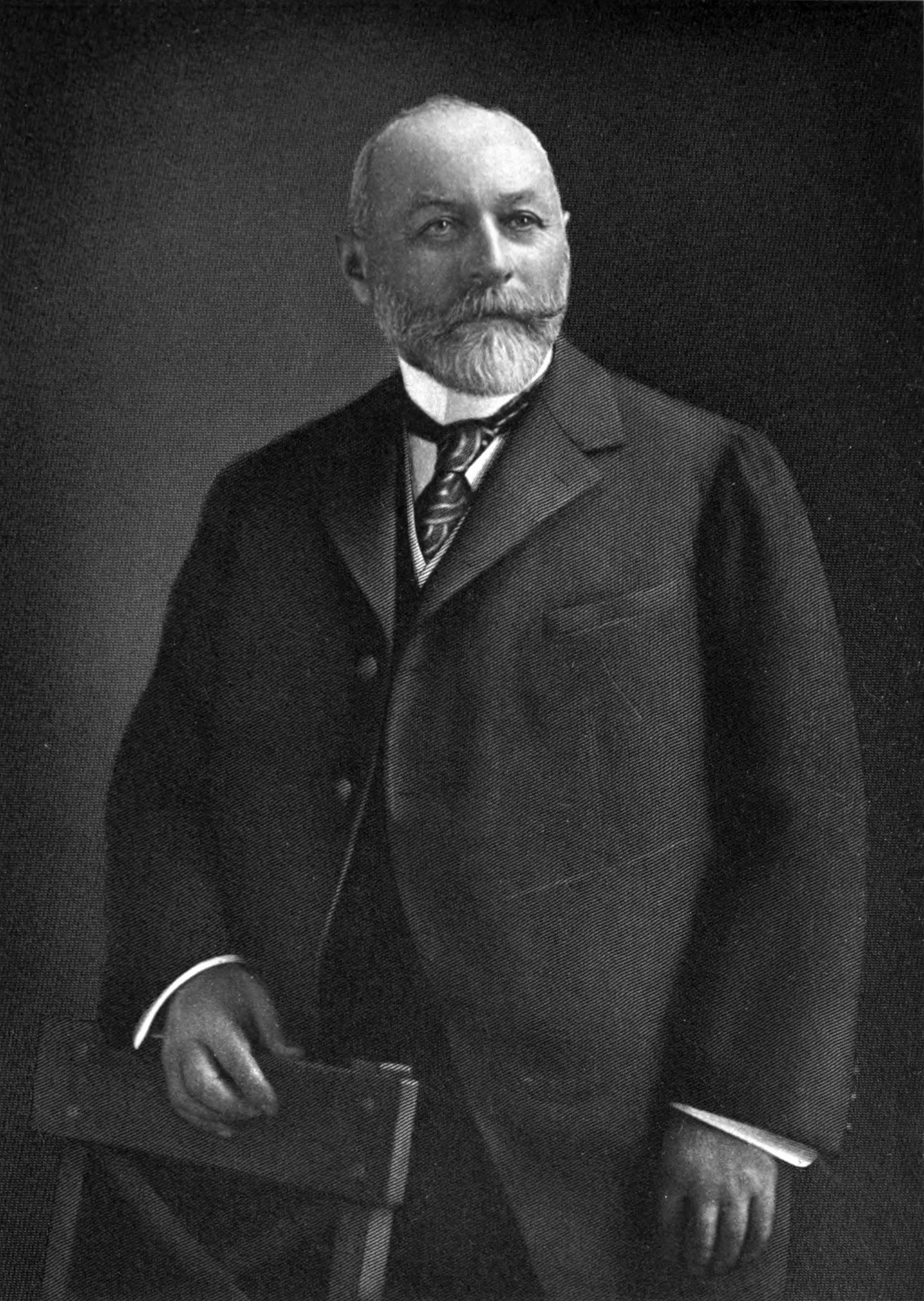
Герман Фраш

Проблема была в том, что сера находилась под несколькими сотнями футов грязи и зыбучих песков, содержащих смертоносный сероводород, что делало добычу чрезвычайно опасной. Неоднократные безуспешные попытки пробурить обычные шахтные стволы в 1870-х и 1880-х годах привели к гибели нескольких человек и от разработки месторождения отказались.
В 1890 году немецкий иммигрант Герман Фраш (1851—1914) изобрёл и запатентовал революционный процесс добычи серы, в котором горячая вода закачивалась в землю с помощью концентрических труб, минерал превращался в раствор и жидкость выталкивалась на поверхность сжатым воздухом. Первая расплавленная сера была выведена на поверхность в канун Рождества 1894 года. Вскоре серу начали добывать в промышленных масштабах, при этом расплавленному минералу давали затвердеть и высохнуть в огромных чанах размером 100 на 400 футов, затем его взрывали и перевозили по железной дороге к реке Сабин для отправки. Изобретение Фраша значительно облегчило добычу серы, и Union Sulphur Company, совместное предприятие доктора Фраша и American Sulphur Company, владевшей землей, вызвало период бурного роста города в последующие десятилетия. Начальная школа на улице Саут-Хантингтон в центре города Сульфур названа в честь Фраша.
С постройкой нефтеперерабатывающего завода Cities Service компании Citgo в 1943 году районы Мейплвуд и Голливуд были застроены для размещения рабочих. Город по-прежнему в основном зависит от нефтеперерабатывающих и нефтехимических заводов, где трудоустроена значительная часть населения Салфера.

## География
Город Салфер является частью статистической агломерации Лейк-Чарльз и расположен примерно в 20 милях (32 км) к востоку от границы со штатом Техас.
По данным Бюро переписи населения США, общая площадь города составляет 10,0 квадратных миль (25,9 км2), всё это суша.